# CUS Torino Volley 2020-2021 (femminile)
Questa voce raccoglie le informazioni riguardanti il CUS Torino Volley nelle competizioni ufficiali della stagione 2019-2020.

## Organigramma societario
Area direttiva
- Presidente: Riccardo D'Elicio

Area tecnica
- Allenatore: Mauro Chiappafreddo
- Allenatore in seconda: Fulvio Bonessa

## Rosa
| N° | Nome              | Ruolo | Data di nascita  | Squadra |
| -- | ----------------- | ----- | ---------------- | ------- |
| 1  | Roneda Vokshi     | O     | 10 gennaio 1995  | Italia  |
| 3  | Serena Bertone    | C     | 2 luglio 1995    | Italia  |
| 4  | Lizbeth Sainz     | S     | 14 dicembre 1995 | Messico |
| 5  | Valentina Torrese | L     | 21 dicembre 1995 | Italia  |
| 6  | Nicole Gamba      | L     | 2 giugno 1998    | Italia  |
| 7  | Arianna Severin   | P     | 15 gennaio 2002  | Italia  |
| 8  | Giorgia Sironi    | O     | 24 febbraio 1995 | Italia  |
| 9  | Rebecca Rimoldi   | P     | 25 maggio 1998   | Italia  |
| 10 | Eleonora Batte    | C     | 9 dicembre 2000  | Italia  |
| 11 | Chiara Pinto      | S     | 10 maggio 1997   | Italia  |
| 12 | Anna Venturini    | S     | 26 agosto 1998   | Italia  |
| 13 | Noura Mabilo      | C     | 22 agosto 1996   | Italia  |

## Risultati

### Serie A2

#### Girone di andata
| 1ª giornata - 20 settembre 2020 PalaRuffini, Torino                     | CUS Torino       | 3 - 2 | Mondovì        | 25-17, 22-25, 22-25, 25-20, 15-8  |
| 2ª giornata - 27 settembre 2020 Palestra Santissima Consolata, Sassuolo | Academy Sassuolo | 3 - 1 | CUS Torino     | 23-25, 25-18, 25-16, 25-21        |
| 3ª giornata - 4 ottobre 2020 PalaRuffini, Torino                        | CUS Torino       | 3 - 1 | Futura Giovani | 25-23, 14-25, 25-21, 25-22        |
| 4ª giornata - 11 ottobre 2020 PalaBellina, Marsala                      | Marsala          | 3 - 2 | CUS Torino     | 25-21, 25-22, 24-26, 22-25, 15-9  |
| 5ª giornata - 14 ottobre 2020 PalaRuffini, Torino                       | CUS Torino       | 1 - 3 | Roma Club      | 19-25, 25-19, 21-25, 26-28        |
| 6ª giornata - 8 dicembre 2020 Palestra Magagni, Castelnuovo Rangone     | Montale          | 1 - 3 | CUS Torino     | 23-25, 29-31, 25-17, 15-25        |
| 7ª giornata - 20 dicembre 2020 PalaRuffini, Torino                      | CUS Torino       | 3 - 2 | Club Italia    | 22-25, 25-23, 26-24, 15-25, 15-12 |
| 8ª giornata - 26 dicembre 2020 Palazzetto dello sport, Pinerolo         | Pinerolo         | 3 - 0 | CUS Torino     | 25-21, 25-18, 25-11               |
| 9ª giornata - 29 dicembre 2020 PalaRuffini, Torino                      | CUS Torino       | 0 - 3 | Hermaea        | 14-25, 21-25, 22-25               |

#### Girone di ritorno
| 10ª giornata - 6 gennaio 2021 PalaManera, Mondovì                   | Mondovì        | 3 - 0 | CUS Torino       | 25-22, 25-23, 25-22               |
| 11ª giornata - 22 novembre 2020 PalaRuffini, Torino                 | CUS Torino     | 3 - 1 | Academy Sassuolo | 25-22, 18-25, 28-26, 25-23        |
| 12ª giornata - 29 novembre 2020 Palazzetto San Luigi, Busto Arsizio | Futura Giovani | 3 - 1 | CUS Torino       | 25-23, 26-28, 25-17, 25-16        |
| 13ª giornata - 5 dicembre 2020 PalaRuffini, Torino                  | CUS Torino     | 0 - 3 | Marsala          | 23-25, 23-25, 22-25               |
| 14ª giornata - 9 gennaio 2021 PalaFonte, Roma                       | Roma Club      | 3 - 0 | CUS Torino       | 25-23, 25-13, 25-18               |
| 15ª giornata - 13 dicembre 2020 PalaRuffini, Torino                 | CUS Torino     | 2 - 3 | Montale          | 17-25, 21-25, 25-23, 25-20, 14-16 |
| 16ª giornata - 20 gennaio 2021 Centro Pavesi, Milano                | Club Italia    | 3 - 0 | CUS Torino       | 25-15, 25-19, 25-17               |
| 17ª giornata - 16 gennaio 2021 PalaRuffini, Torino                  | CUS Torino     | 0 - 3 | Pinerolo         | 19-25, 19-25, 20-25               |
| 18ª giornata - 24 gennaio 2021 Palestra Comunale, Golfo Aranci      | Hermaea        | 1 - 3 | CUS Torino       | 25-21, 21-25, 23-25, 19-25        |

### Pool salvezza

#### Girone di andata
| 1ª giornata - 28 febbraio 2021 Palazzetto dello sport, Martignacco | Libertas Martignacco | 3 - 1 | CUS Torino      | 25-22, 25-23, 19-25, 25-17       |
| 2ª giornata - 7 marzo 2021 PalaRuffini, Torino                     | CUS Torino           | 3 - 2 | Olimpia Teodora | 21-25, 25-15, 25-20, 21-25, 15-8 |
| 4ª giornata - 17 marzo 2021 PalaRuffini, Torino                    | CUS Torino           | 3 - 0 | Talmassons      | 27-25, 25-17, 25-20              |
| 5ª giornata - 24 marzo 2021 PalaCollodi, Montecchio Maggiore       | Montecchio Maggiore  | 0 - 3 | CUS Torino      | 19-25, 17-25, 23-25              |

#### Girone di ritorno
| 6ª giornata - 28 marzo 2021 PalaRuffini, Torino            | CUS Torino      | 1 - 3 | Libertas Martignacco | 23-25, 25-27, 25-23, 17-25        |
| 7ª giornata - 4 aprile 2021 PalaCosta, Ravenna             | Olimpia Teodora | 3 - 0 | CUS Torino           | 25-19, 25-12, 42-40               |
| 9ª giornata - 18 aprile 2021 Palestra comunale, Talmassons | Talmassons      | 2 - 3 | CUS Torino           | 17-25, 19-25, 25-20, 25-23, 7-15  |
| 10ª giornata - 21 aprile 2021 PalaRuffini, Torino          | CUS Torino      | 3 - 2 | Montecchio Maggiore  | 17-25, 25-22, 25-19, 18-25, 20-18 |